# 菟芸泥赴
菟芸泥赴（つぎねふ）は、貞享元年（1684年）に国文学史研究の北村季吟が著した、神社などの由来・遍歴を記した文書である。名所、名勝記でもある。主に京都、山城国及び近畿圏地域の古社に詳しい。石清水八幡宮などに関する古い記録は貴重である。
本書は淀城主、稲葉氏の強い願いにより、貞享元年、山城一円の、名勝旧跡に関する故事由緒について、国文学的な色合いを強く持った書物として完成した。
八幡市に関する記述は八幡宮、譽田皇、上高良、下高良、狩尾、下院、石清水、極楽寺、鳩峯、男山、女郎花塚、放生河、片岡達磨、狐河の14項がある。